# Wiktor Syczugow
Wiktor Iwanowicz Syczugow (ur. 1837 w Petersburgu, zm. 23 czerwca 1892 w Warszawie) – rosyjski architekt, akademik architektury.

## Życiorys
W latach 60. XIX w. ukończył studia na Akademii Sztuk Pięknych w Petersburgu, gdzie studiował architekturę pod kierunkiem Konstantina Thona. Ukończył akademię z trzema medalami srebrnymi i jednym złotym za wykonane w ramach studiów projekty. Tytuł akademika nadano mu w 1867 za pracę na temat „Projekt monasteru”.
Od 1871 był związany z Kijowem. Wykonał szereg projektów na potrzeby Ławry Peczerskiej: budynku szkoły malarskiej, domu gościnnego i siedziby monasterskiej drukarni. W Kijowie projektował również budynki mieszkalne. Według jego planu wzniesiono krzyż na grobie Tarasa Szewczenki na Tarasowej Górze k. Kaniowa (ob. terytorium Narodowego Rezerwatu Szewczenki).
Od 1885 do 1887 był architektem gubernialnym w Grodnie. W ostatnich latach życia był urzędnikiem do specjalnych poruczeń przy generał-gubernatorze warszawskim, od 1887 mieszkał w Warszawie na stałe.
Autor projektów trzynastu (według innego źródła – jedenastu) cerkwi prawosławnych wzniesionych od podstaw na ziemi chełmskiej (w guberniach lubelskiej i siedleckiej) oraz ponad sześćdziesięciu planów przebudów obiektów sakralnych na potrzeby parafii Rosyjskiego Kościoła Prawosławnego. Cerkwie prawosławne projektował w obowiązującym w Rosji stylu bizantyjsko-rosyjskim w różnych jego wariantach.
Pochowany na warszawskim cmentarzu prawosławnym; jego grób nie zachował się.

## Prace

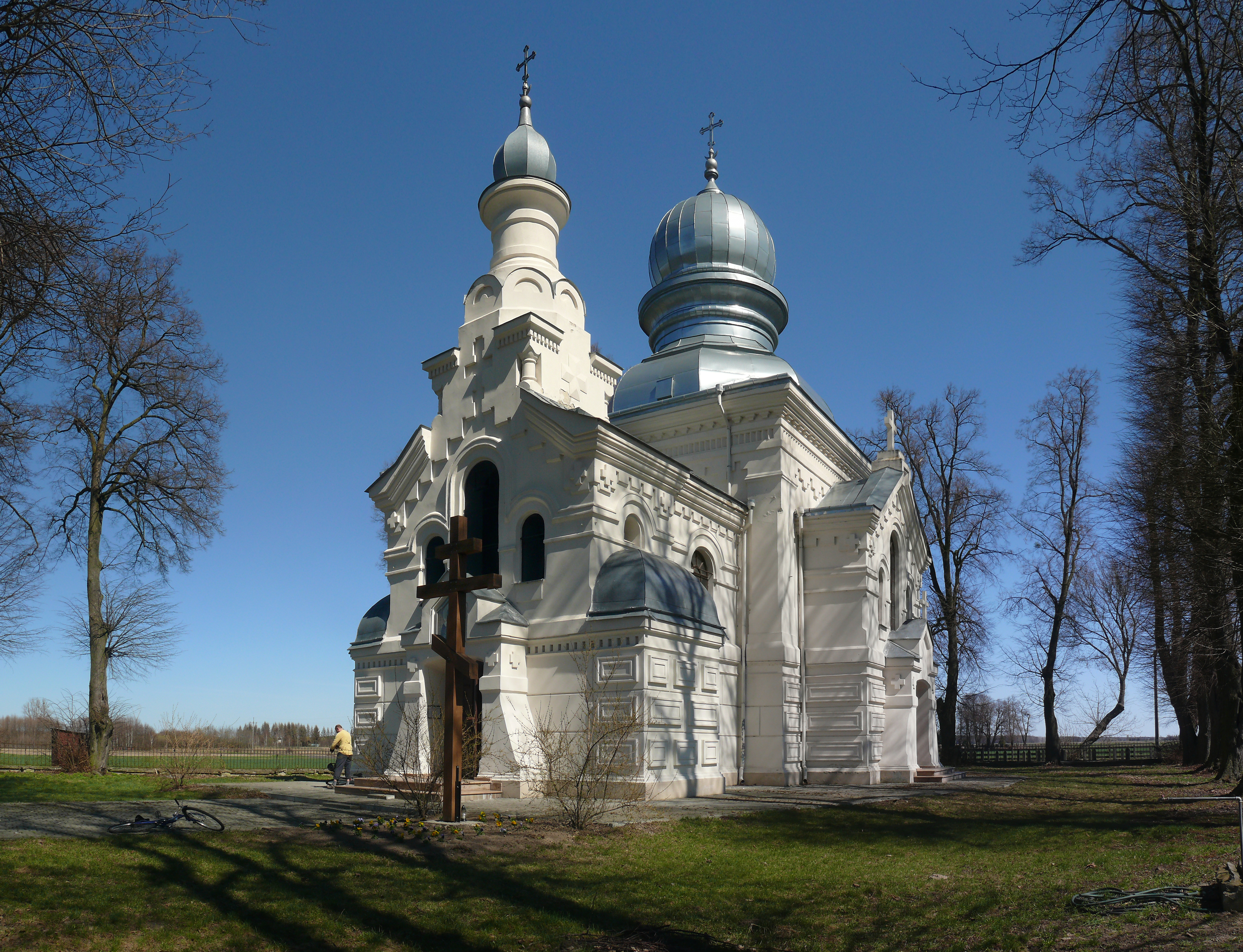
Cerkiew św. Mikołaja w Dratowie

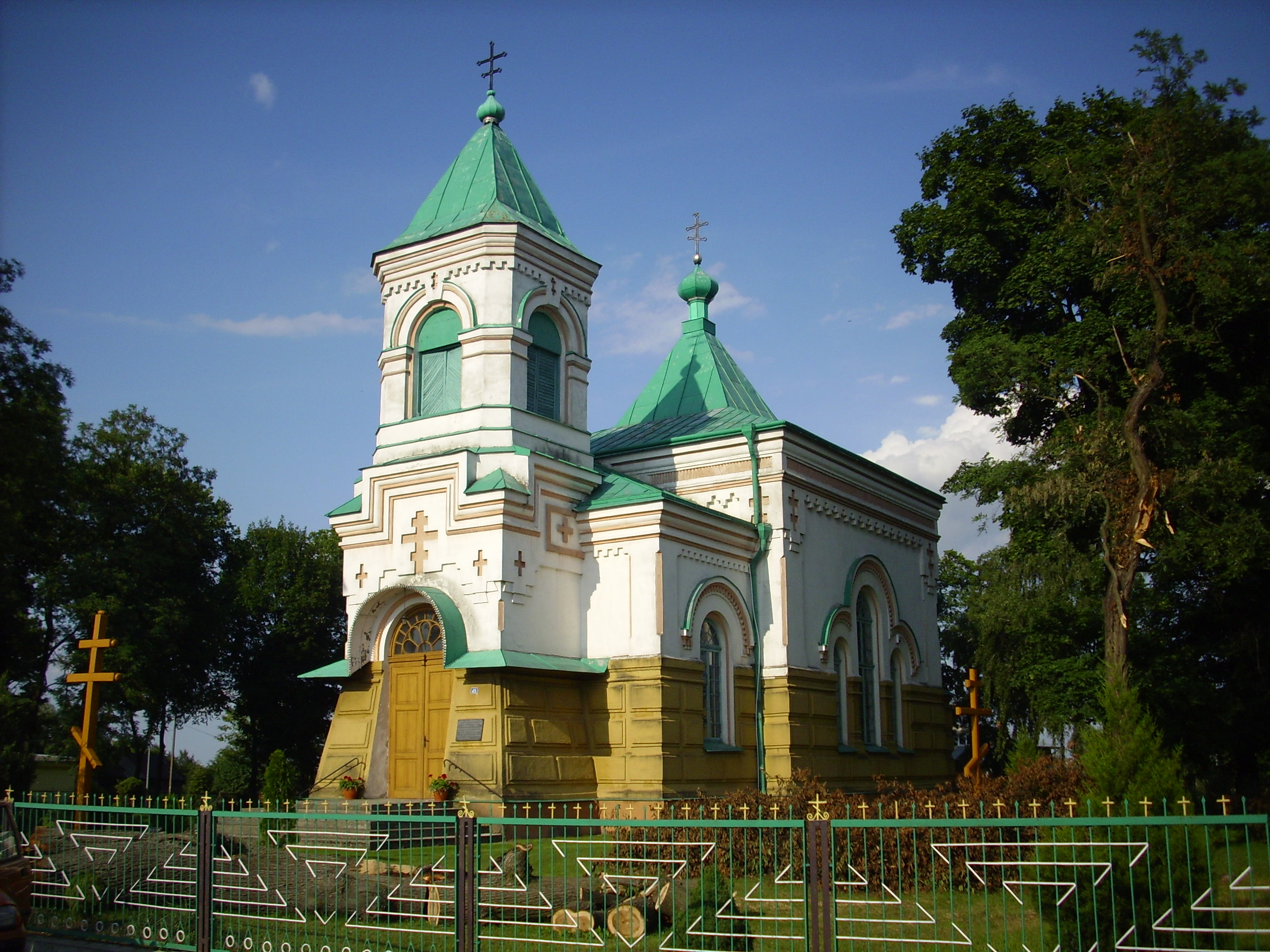
Cerkiew Opieki Matki Bożej w Kobylanach

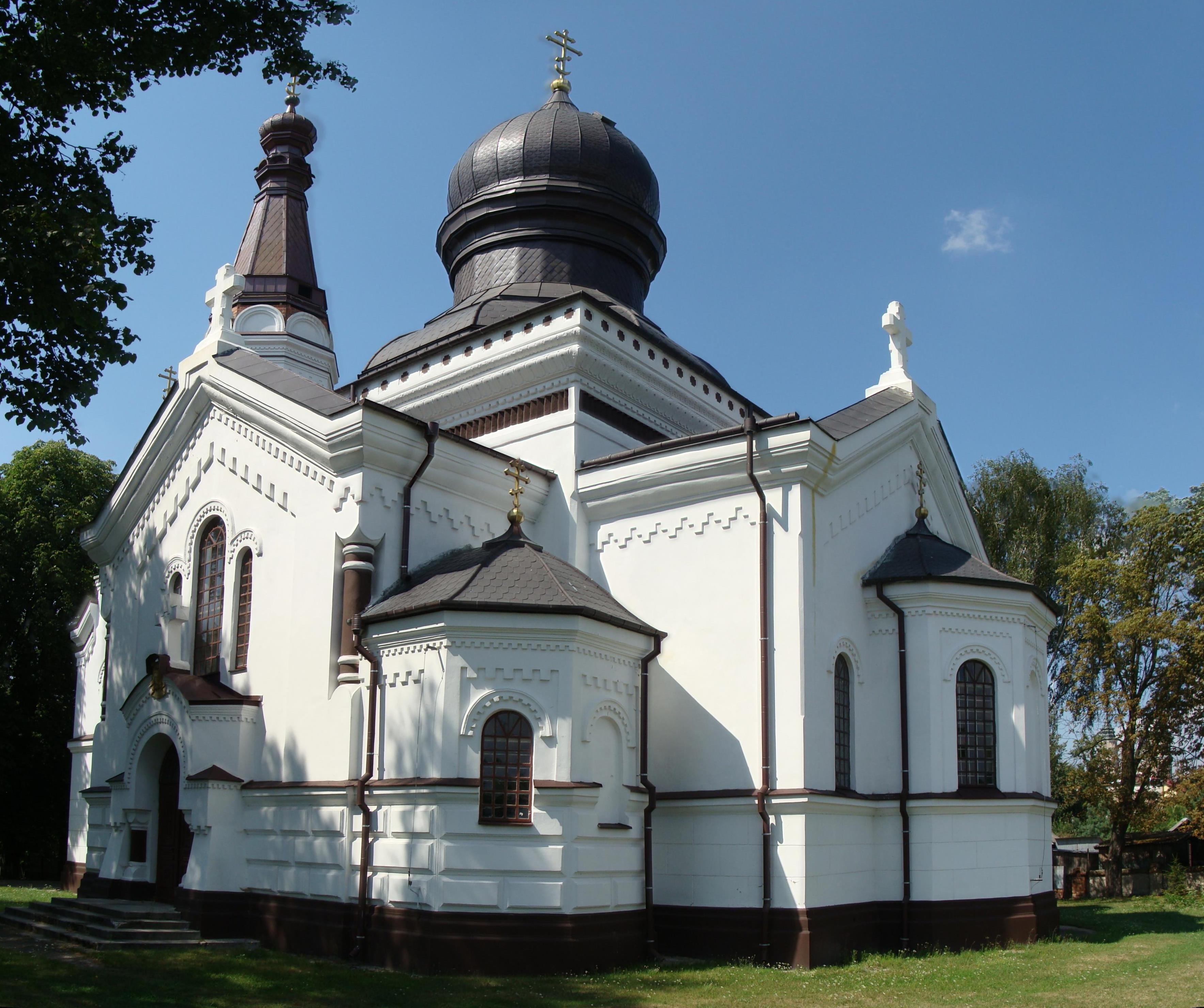
Cerkiew Narodzenia Najświętszej Maryi Panny we Włodawie

### Zachowane w pierwotnym stanie
- cerkiew św. Mikołaja w Dratowie, 1888-1889[7]
- cerkiew Opieki Matki Bożej w Kobylanach, 1890[6]
- cerkiew Świętych Apostołów Piotra i Pawła w Sosnowicy, 1891-1894[6]

### Cerkwie przekształcone na kościoły
- cerkiew w Szóstce, 1888-1890[8]
- Cerkiew św. Jerzego i św. Jana Chrzciciela w Hostynnem, 1889-1890[6]
- cerkiew św. Jana Chrzciciela w Kosyniu, 1889-1891[6]
- cerkiew w Tarnawatce, przełom lat 80. i 90.[6]
- cerkiew Narodzenia Matki Bożej w Chłopkowie, 1890[6]
- cerkiew w Radczu, 1895[7]
- sobór w Radomiu, 1902, projekt zmodyfikowany przez Michaiła Prieobrażenskiego[9]

### Zburzone po 1918 r.
- Cerkiew Świętych Kosmy i Damiana w Łomazach, 1890-1891[6]
- Cerkiew Narodzenia Matki Bożej w Tyszowcach, 1890-1893[6]
- Cerkiew Świętych Cyryla i Metodego w Chełmie, 1884[10]
- Cerkiew Kazańskiej Ikony Matki Bożej w Ostrowie Lubelskim, 1888[11][12]

### Przebudowy
- Cerkiew bazyliańska w Białej Podlaskiej, przebudowana na cerkiew prawosławną. Po 1918 zwrócona Kościołowi katolickiemu i przywrócona do pierwotnego wyglądu[13]
- cerkiew Narodzenia Najświętszej Maryi Panny we Włodawie[14]